# ГЕС Санта-Тереза
ГЕС Санта-Тереза – гідроелектростанція в Перу. Знаходячись після ГЕС Мачу-Пікчу, становить нижній ступінь каскаду на річці Урубамба, правому витоку Укаялі, яка в свою чергу є правою притокою Амазонки.
Відпрацьована на станції верхнього рівня вода потрапляє у прокладений під правобережним гірським масивом дериваційний тунель довжиною 3,6 км з перетином 6,5х6,5 метра. Далі через напірну шахту висотою 134 метри ресурс потрапляє до машинного залу. Крім того, в системі працює запобіжний балансувальний резервуар шахтного типу висотою 184 метри. 
У підземному залі розмірами 78х20 метрів з висотою 36 метрів розмістили два гідроагрегати з турбінами типу Френсіс загальною потужністю 98,5 МВт, які при чистому напорі у 178 метрів повинні забезпечувати виробництво 722 млн кВт-год електроенергії на рік.
Відпрацьована вода потрапляє у нижню балансувальну камеру розмірами 11х25х13 метрів та далі повертається у річку по відвідному тунелю довжиною 0,24 км.
Видача продукції відбувається по ЛЕП, розрахованій на роботу під напругою 220 кВ.
Управління роботою ГЕС відбувається дистанційно із диспетчерського центру у столиці країни Лімі.
Проект, введений в експлуатацію у 2015 році, реалізувала дочірня компанія холдингу Sempra Energy (США).